# 資母村
資母村（しもむら）は、かつて兵庫県出石郡にあった村。現在の豊岡市但東町の北東部にあたる。

## 地理
- 山岳：郷路岳、東里ヶ岳、高竜寺ヶ岳
- 河川：太田川、赤花川

## 歴史
- 1889年（明治22年）4月1日 - 町村制の施行により、奥藤森村・中藤森村・口藤森村・虫生村・坂野村・高竜寺村・西野々村・太田村・木村・東里村・日向村・中山村・畑山村・坂津村・赤花村・奥赤花村の区域をもって出石郡資母村が発足。
- 1956年（昭和31年）9月30日 - 合橋村・高橋村と合併して但東町が発足。同日資母村廃止。